# Zünder

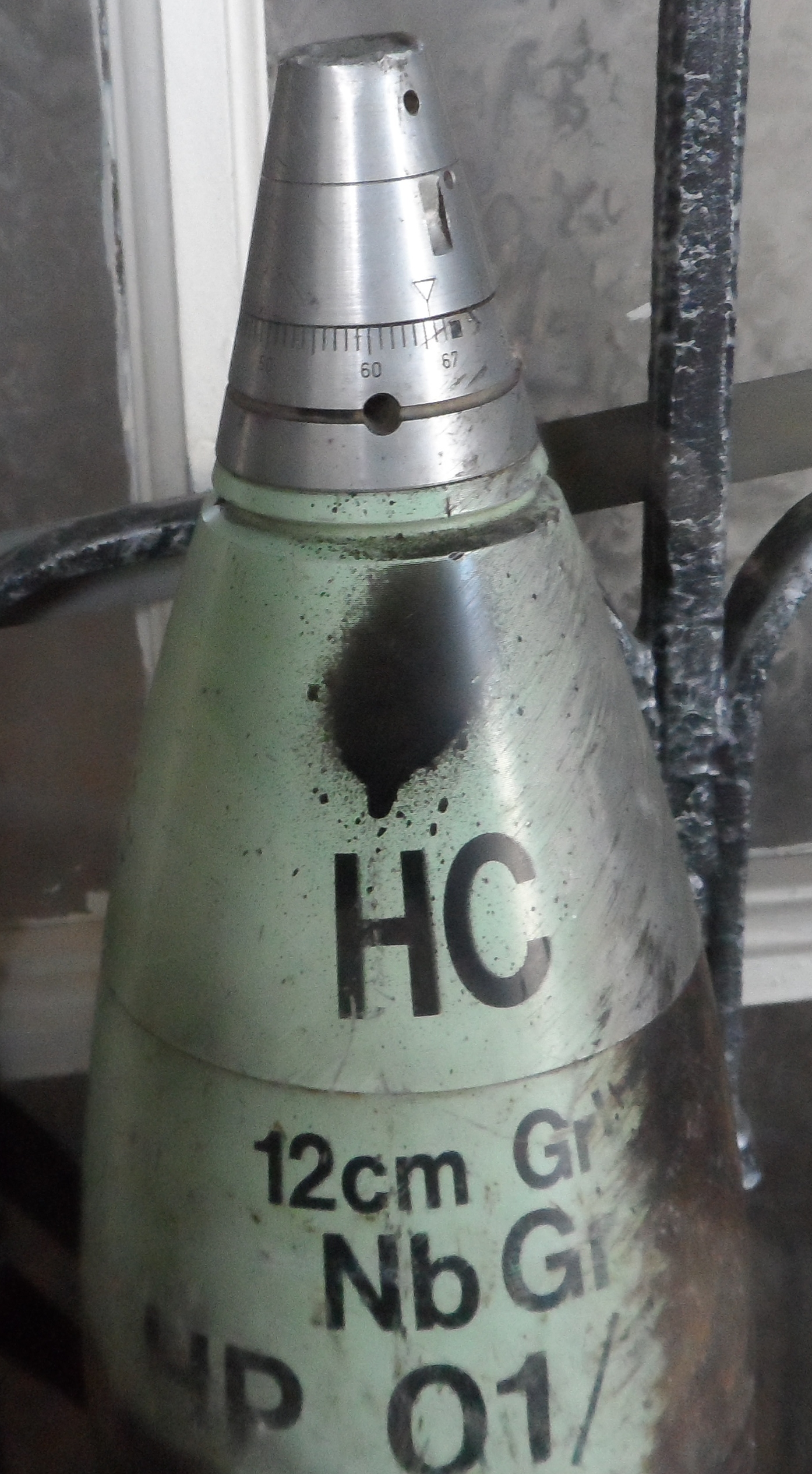
Kopfzünder mit Zeit-Tempierung bei einer 120-mm-Mörsergranate mit Nebelwirkung. Dieser soll nach voreingestellter Flugzeit die im Granatkörper befindlichen Nebeltöpfe mit einer Ausstoßladung ausstoßen und sie so über ein möglichst großes Gebiet verteilen.

Ein Zünder ist eine Vorrichtung mit einem Zündmittel, welches für Sprengstoffe, Patronenmunition, Bomben, Granaten, Minen, Sprengköpfe und ähnliche Explosionskörper genutzt wird, um den jeweiligen Explosivstoff zu entzünden. In der Funktion sind Zünder eng mit der Zündschnur verwandt.

## Allgemeines
Nach militärischer Sprache wird ein Zünder als Munitionsbaugruppe definiert, die dazu bestimmt ist, eine Wirkladung zu initiieren.
Moderne Sprengstoffe können normalerweise nicht einfach mittels Hitzeeinwirkung gezündet, d. h. zur Detonation gebracht werden, da eine zuverlässige Detonationsauslösung nur bei Einwirkung einer Schockwelle eintritt. Bei Hitzeeinwirkung tritt gewöhnlich eine normale Verbrennung des Sprengstoffs ein; dies stellt ein wesentliches Sicherheitsmerkmal dar.
Eine zuverlässige Zündung moderner Sprengstoffe kann daher nur durch Verwendung eines Initialzünders gewährleistet werden. Da Zünder wesentlich empfindlicher gegen äußere Einwirkungen sind, werden sie häufig getrennt vom eigentlichen Wirkmittel gelagert und transportiert und erst unmittelbar vor ihrem Einsatz in die Sprengladung eingesetzt.
Die eigentliche Zündung kann dabei mehrstufig erfolgen; so kann auf elektrische Weise eine Vorladung gezündet werden, die eine Verstärkerladung zündet, die wiederum erst die eigentliche Wirkladung zündet. Dabei kann die Verstärkerladung auch so angeordnet werden, dass die Wirkladung an mehreren Stellen gezündet wird. Gleiches kann auch durch die Verwendung mehrerer Zündkapseln erreicht werden.
Des Weiteren können einige Waffensysteme mehrere Zünder enthalten, welche lageabhängig das Wirkmittel zünden.

## Geschichte

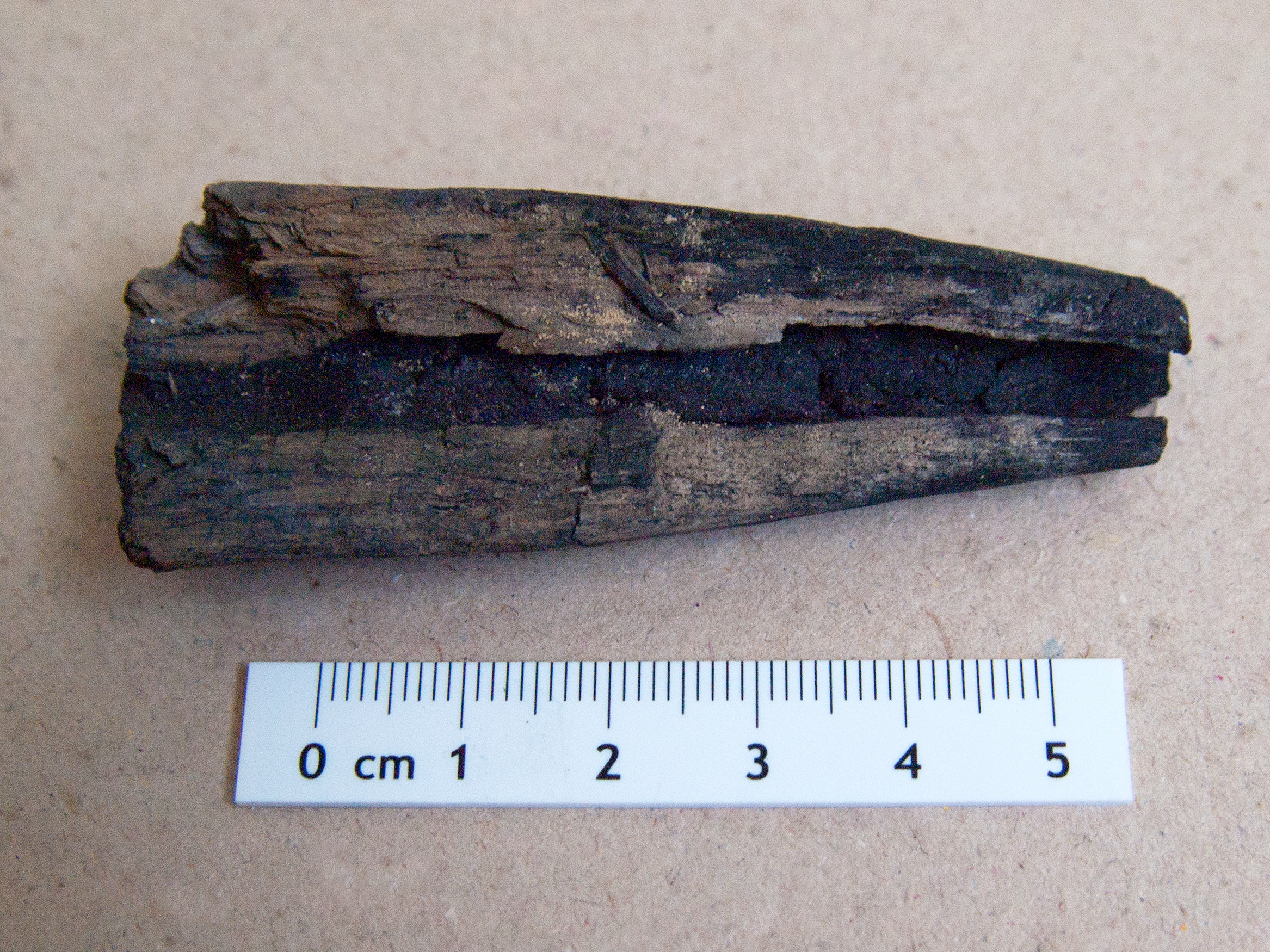
Hölzerner Granatenzünder aus dem 17. Jh. Vertikal aufgebrochen, mit erhaltener Verzögerungsladung.

Erste Zünder zum Auslösen einer Sprengladung waren Lunten und Zündschnüre, welche die zu dieser Zeit (um das 10. Jahrhundert in China) üblichen Schwarzpulverladungen zur Explosion brachten. Diese Technik wurde auch bei den ersten mit Schwarzpulver gefüllten Granaten verwendet. Der Grenadier zündete die Zündschnur und warf die Granate, genauso wurde beim Werfen von Granaten mit Wurfmaschinen verfahren. Als die ersten Schwarzpulvergeschütze aufkamen, wurden die Granaten geladen, die Zündschnur angezündet und erst dann das Geschütz abgefeuert. Es wurde jedoch recht schnell bemerkt, dass die Treibladung den Zünder der Granate auslösen kann. Als Zünder wurden durchbohrte Holzröhren verwendet, deren Bohrung mit einer langsam brennenden Pulvermischung gefüllt waren, und die eine verlässliche Verzögerung gewährleisteten. Diese einfachen Zeitzünder waren für Belagerungsgeschütze durchaus geeignet. Um 1650 erkannte man, dass eiserne Bomben auch in der Feldartillerie oder als Mörsergranate von Nutzen sind, insbesondere, wenn sie kurz über dem Ziel in der Luft gezündet werden. In England wurden mit einer langsam abbrennenden Schwarzpulvermischung gefüllte Stäbe entwickelt, deren Brenndauer über die Länge bekannt war. Man war schon in der Lage, die Flugdauer zu bestimmen. Der Geschützmeister schnitt die Stäbe entsprechend der Flugdauer zurecht. Für Handfeuerwaffen wurden Zündmechanismen entwickelt, die erst als Luntenschloss eingesetzt und später zum Steinschloss weiterentwickelt wurden. Dies war Stand der Technik bis zur Zeit Napoleons; Versuche, Granaten mit Feuersteinen beim Aufschlag zu zünden, waren wenig erfolgreich. Mit der Erfindung der Perkussionszündung wurden um 1846 die ersten Aufschlagzünder aus Holz verwendet. Zünder aus Metall wurden erst nach 1861 durch die britische Marine eingeführt. Mit dem Perkussionsschloss wurden Anzündhütchen gebräuchlicher. Sie werden bis in das 21. Jahrhundert als Zündmittel für Patronenmunition eingesetzt.

## Militärisch
Für die unterschiedlichen Anforderungen wurden die verschiedensten Zünder entwickelt. Grundsätzliche Forderung an alle Zünder sind Betriebssicherheit und Funktionssicherheit. Aufgrund unterschiedlicher Anforderungen an die Funktion wurden unterschiedliche Zünder entwickelt. Erster Anwender war die Artillerie, es wurden Aufschlagzünder verwendet. Hierbei zeigte sich, dass die Zünder sehr unterschiedlich wirken konnten. Wurde in einen Wald geschossen, so krepierten die Granaten in Baumwipfelhöhe und überschütteten den Gegner mit einem Splitterhagel. Auf freiem Feld streuten die Splitter in einem viel kleineren Umkreis, dafür wurden aber Steine und Erdreich auf den Gegner geschleudert, der aber, wenn er sich in einem Graben oder Deckungsloch befand, in relativer Sicherheit war. Im Wald nutzt der Schützengraben weniger, da die Splitter von oben kommen. War der Boden sehr hart oder wurde auf Fels oder Beton geschossen, konnten die Granate einfach zerplatzen, ohne zu explodieren. 
Den ersten Effekt machte man sich mit Schrapnellgranaten zu nutzen, hierfür verwendete man Zeitzünder. Die Schrappnellgranate ist im Prinzip ein Behälter für überdimensionierte Schrotkugeln, mit der Entwicklung brisanterer Sprengstoffe wurde die Sprenggranate entwickelt. Die Sprenggranate war auch gegen Befestigungsanlagen einsetzbar. Hier war aber nicht mehr ein Explodieren über dem Ziel gewünscht, sondern ein Eindringen in das Ziel – der Verzögerungszünder wurde entwickelt. Da der Zünder an der Granatenspitze beim Auftreffen auf eine Panzerung zerstört wird, bevor der Panzer durchschlagen ist, wurden die Bodenzünder oder besonders harte bunkerbrechende Zünder entwickelt. Diese Entwicklung war im Ersten Weltkrieg weitgehend abgeschlossen. 
Die Luftabwehr vom Boden aus ist ein Spezialgebiet der Artillerie. Im Zweiten Weltkrieg wurden hochfliegende Flugzeuge mit Sprenggranaten bekämpft. Aufgrund der Flugzeit des Geschosses, der Bewegung der Flugzeuge und der Ungenauigkeiten der Messtechnik wurde mit mehreren Geschützen in Richtung Ziel geschossen; die Granaten explodierten nach dem vorberechneten Zeitablauf und sollten das Flugzeug durch Splitter oder die Druckwelle beschädigen oder zerstören. Da sich herausstellte, dass Flugzeuge gelegentlich direkt getroffen, aber nicht zerstört wurden, weil der Zeitzünder noch nicht abgelaufen war und die Granate einfach durch das Ziel hindurchflog, wurde der Doppelzünder entwickelt. Doppelzünder wirken als Zeitzünder und als hochempfindliche Aufschlagzünder.
Eine weitere Entwicklung war der elektronische Annäherungszünder, der beim Erreichen einer vorbestimmten Distanz zum Ziel zündet.
Flugabwehrsysteme: Aufschlagzerlegerzünder zünden nach einer bestimmten (maximal zulässigen) Zeit, um Verluste und Schäden am Boden (Friendly Fire) zu vermeiden, sowie – wie es häufiger bei älteren Flugabwehrsystemen wie dem Acht-Acht-Geschütz zu finden ist – auch um mit möglichst großer Splitterwirkung nahe am Feindflugobjekt zu explodieren. Da beim Bekämpfen von Flugzielen ein Direkttreffer eher selten ist, nutzen die aktiven elektronischen Annäherungszünder den Doppler-Effekt einer Funkwelle zur Bestimmung der Vorbeiflug-Situation. Andere Flugkörper verwenden Laserentfernungsmesser (z. B.: Mistral) oder ein passives optisches Zielsuchsystem führt so genau, dass ein Aufschlagzünder verwendet werden kann (Stinger). Vor dem Abschuss wird eine Mindestflugzeit aufgrund der Differenzgeschwindigkeit errechnet und erst dann scharfgeschaltet. Bei Nichtzünden bzw. -treffen zerlegen sich Flugabwehrgeschosse jeder Art nach einer voreingestellten Flugzeit meist selbst, um keine Gefahr am Boden zu sein.
Sicherheit: Alle modernen Zünder von Rohr- und Raketenwaffen erfüllen die Rohr- und auch die Vorrohrsicherheit (letztere wird auch Maskensicherheit genannt). Dazu darf der Zünder erst in einem bestimmten Abstand vom Geschütz- bzw. Startrohr scharf werden. Dies wird meist durch das Ausnutzen des Dralls und der Längsbeschleunigung sowie eines nachgeschalteten Zeitgliedes erreicht. Auch muss eine Detonatorsicherung verhindern, dass vor Beendigung der Abschussphase beim unbeabsichtigten Zünden des Detonators der Sprengstoff über die Übertragungsladung gezündet werden kann.
In Seeminen, Landminen oder Bomben werden Zünder bspw. nach folgenden Funktionsprinzipien verwendet:

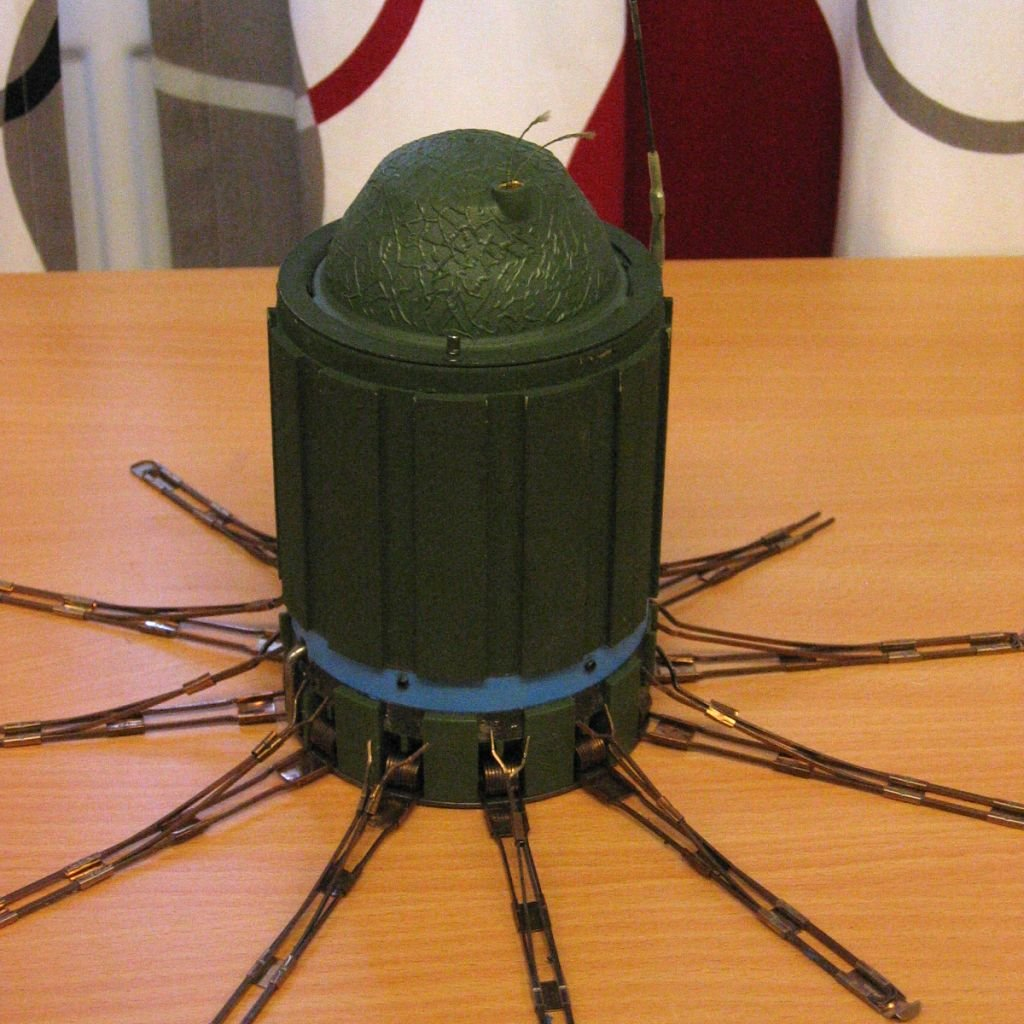
AT2 (Dummy) mit Knickdrahtzünder

- mechanischer Kontakt (Aufschlagzünder)
- Magnetfeld (Magnetzünder)
- Druck
- Schall
- optisch
- Abstandszünder

Bei chemischen Zündern sind reaktionsfähige Substanzen in verschiedenen Ampullen eingeschlossen. Nach dem Zerbrechen der Ampulle durch Schlag oder Druck vereinigen sich die Inhalte unter Wärmeabgabe und leiten so die Explosion ein. Diese sogenannten Säurezünder werden beispielsweise bei Geschossen und Minen verwendet.
Reißzünder zünden nach dem Reißen einer Leine oder ähnlichem (z. B. bei Seenotsignalmitteln oder Handgranaten).

## Begriffsabgrenzung
Vom Zünder zu unterscheiden sind Sprengkapseln und Anzünder:
Zivile Sprengladungen werden meist über Sprengkapseln gezündet. Die Kapsel wird dabei entweder elektrisch oder thermisch mittels einer Zündschnur gezündet. Das Zünden von Treibladungen oder Brennstoffen wird durch einen Anzünder bewirkt. Bei Patronenmunition nennt man ihn Zündhütchen. Lediglich bei Flintenmunition wird das Zündhütchen auch als Zünder bezeichnet.